# مقاطعة شهرخان
مقاطعة شهرخان هي تقسيم إداري في ولاية أنديجان في أوزبكستان. مركزها مدينة شهرخان.